# Phorocera atricans
Phorocera atricans är en tvåvingeart som beskrevs av Tschorsnig 1992. Phorocera atricans ingår i släktet Phorocera och familjen parasitflugor.
Artens utbredningsområde är Spanien. Inga underarter finns listade i Catalogue of Life.